# Municipi de Halsnæs
El municipi de Halsnæs és un municipi danès de la Regió de Hovedstaden que va ser creat l'1 de gener del 2007 com a part de la Reforma Municipal Danesa, integrant els antics municipis de Frederiksværk i Hundested. El nom que es va donar al municipi resultant va ser el de Frederiksværk-Hundested, però va ser canviat l'1 de gener del 2008 per l'actual de Halsnæs. El municipi és situat a la costa nord-oest de l'illa de Sjælland abastant una superfície de 121 km². La petita illa de Hesselø, a l'estret de Kattegat, també forma part del municipi. El llac d'Arresø és entre el municipi i els de  Gribskov i Hillerød.
La ciutat més important i la seu administrativa del municipi és Frederiksværk (12.190 habitants el 2009). Altres poblacions del municipi són:
- Evetofte
- Hundested
- Liseleje
- Melby
- Ølsted
- Ølsted Strandhuse
- Ølsted Sydstrand
- Torup
- Vinderød

## Consell municipal
Resultats de les eleccions del 18 de novembre del 2009:
| Partit                       | vots | % vots |
| ---------------------------- | ---- | ------ |
| Socialdemokratiet            | 5333 | 34,5   |
| Det Radikale Venstre         | 383  | 2,5    |
| Det Konservative Folkeparti  | 927  | 6,0    |
| Visionpartiet                | 136  | 0.9    |
| Socialistisk Folkeparti      | 2489 | 16,1   |
| Liberal Alliance             | 23   | 0,1    |
| Nihilistisk Folkeparti       | 70   | 0,5    |
| Dansk Folkeparti             | 2054 | 13,3   |
| Schiller Instituttets Venner | 16   | 0,1    |
| Venstre                      | 4024 | 26,0   |

### Alcaldes
| Alcalde     | Període               | Partit            |
| ----------- | --------------------- | ----------------- |
| Helge Friis | 1-1-2007 a 31-12-2009 | Socialdemokratiet |
|             | 1-1-2010 a 31-12-2013 |                   |